# Mittlere Ödkarspitze
De Mittlere Ödkarspitze is een 2745 meter hoge bergtop in de Hinterautal-Vomper-keten in het Karwendelgebergte in de Oostenrijkse deelstaat Tirol. Het is daarmee de op een na hoogste bergtop van de Karwendel. De top ligt ingebed tussen de Birkkarspitze en de Marxenkarspitze.
De Ödkarspitzen bestaan uit drie toppen, de Westliche, Mittlere en Östliche Ödkarspitze. De toppen kunnen worden beklommen vanaf het Karwendelhaus, door de Schlauchkar en over de Schlauchkarsattel door middel van een gemarkeerde weg.